# Anisa flavomaculatus
Anisa flavomaculatus is een insect uit de orde Phasmatodea en de  familie Pseudophasmatidae. De wetenschappelijke naam van deze soort is voor het eerst geldig gepubliceerd in 1835 door Gray.